# Église Saint-Rémi de Molenbeek-Saint-Jean
L’église Saint-Remi (en néerlandais : Sint-Remigiuskerk) est un édifice religieux catholique de style néo-gothique sis sur le boulevard du Jubilé à Molenbeek-Saint-Jean, commune septentrionale de la Région de Bruxelles-Capitale (Belgique).  Construite au début du XXe siècle l’église est le lieu de culte de la communauté catholique locale.

## Histoire
L’église fut construite pour une nouvelle paroisse créée dans un quartier en pleine expansion à la fin du XIXe siècle, au nord de la ville de Bruxelles, en proximité immédiate du site d’entrepôts de Tour et Taxis, et du nouveau port de Bruxelles. Le site fut choisi par le roi Léopold II, qui souhaitait voir se développer l’urbanisme le long du nouveau boulevard du Jubilé, alors en voie d’achèvement.  
Sous l’impulsion du curé Arthur Vetsuypens (1869-1958) une église est mise en chantier, d’après les plans de l’architecte Chrétien Veraart. La première pierre est posée le 20 mai 1907 par l’archevêque de Malines, le cardinal Mercier.

## Description
Le style architectural de l’édifice est néo-gothique dans la tradition ancienne du gothique scaldien et plus particulièrement tournaisien (voir chapiteaux des colonnes). Ce choix du style gothique tournaisien n'est pas le fruit du hasard: l'église étant dédiée à saint Remi, évêque de Reims qui baptisa Clovis, natif de Tournai.  De croix latine l’église est construite en pierre naturelle (pierres vertes en provenance du barrage de la Gilette, calcaire gris Tournaisien et grès rose belge). 
Le porche, en proéminence semi-hexagonale, est surmonté d’un large vitrail occupant toute la façade de l’édifice. Aux angles supérieurs quelques tourelles décoratives. Le clocher ajouré se trouve légèrement en retrait de la façade, sur le flanc droit du bâtiment: à son sommet quatre tourelles d’angle. Il a sa propre porte donnant sur l’extérieur. 

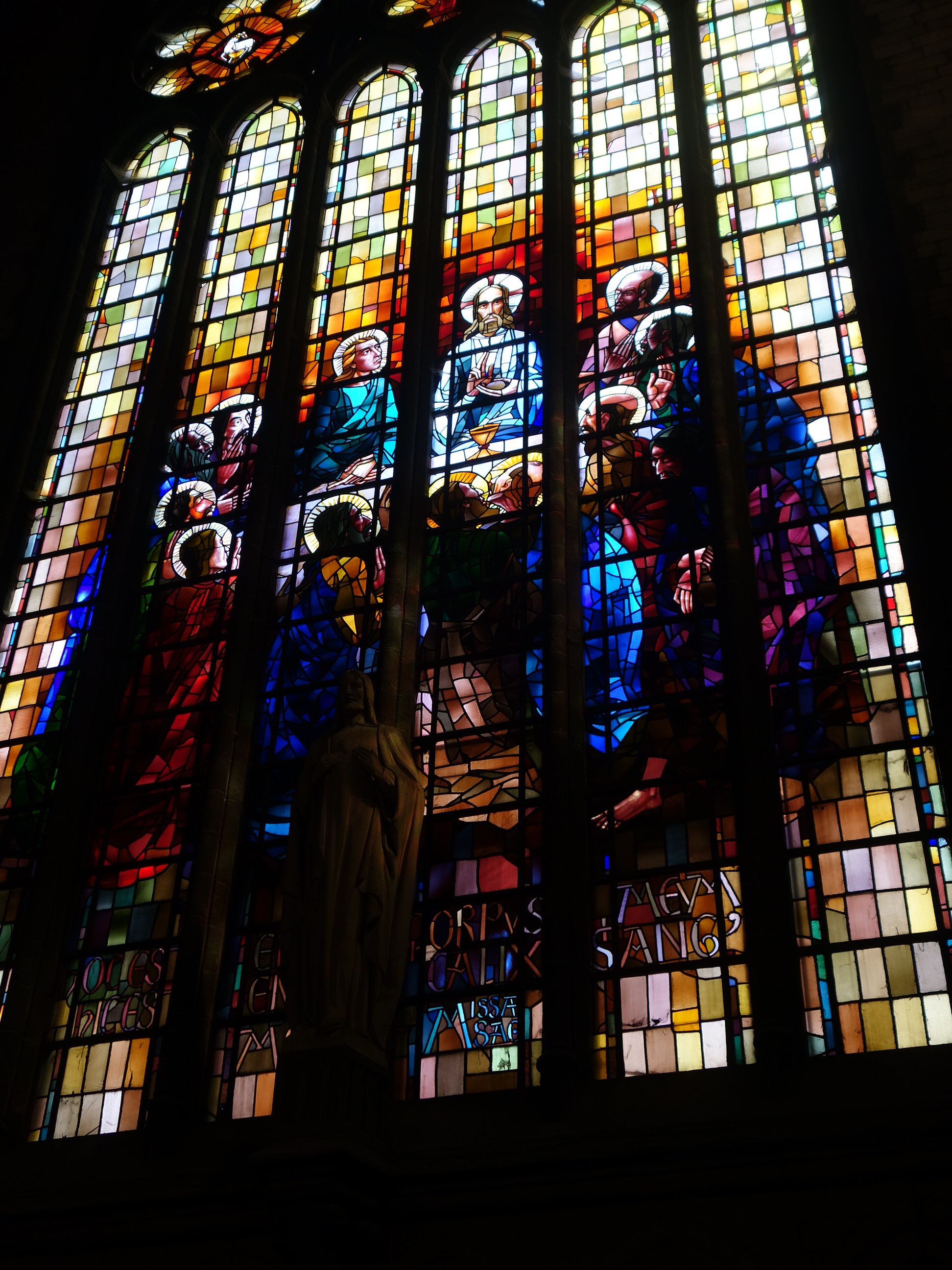
Le vitrail de la 'Dernière Cène'

À l’arrière, la maison paroissiale, construite avec l’église et dans le même style, est directement accolée au chevet de l’église.
À l’intérieur le pavement est recouvert de carreaux de céramique de Jurbise. Les vitraux des murs extérieurs des bas-côtés sont lumineux. Ils datent des années 1950 et sortent des ateliers gantois du maître-verrier Camille Ganton-Defoin (1872-1946).  Ils illustrent les saints Nicolas, Augustin, Aline et Mélanie. Les vitraux du chœur évoquent des épisodes de la vie du Christ.

## Patrimoine
- Deux statues d’apôtre en bois polychrome datent du XVIIe siècle. Elles proviennent d’une autre chapelle bruxelloise.
- Chaire de vérité et banc de communion furent conçus par l’architecte Chrétien Veraart lui-même.
- Trois grandes compositions de vitraux furent créées en 1959 par Jean-Pierre Timmermans et ses frères: celles des transepts gauche et droit (la ‘dernière Cène du Christ’, le ‘Je suis la lumière’) et le vitrail de la façade, le ‘couronnement de la Vierge Marie’.
- Une fausse grotte, réalisée durant le contexte de la Première Guerre mondiale avec des moyens de fortunes tels de vieux chiffons (les allemands ayant tout réquisitionné jusqu'aux matelas de laine) mériterait une restauration. Elle est témoin de la dévotion et de l'espérance populaire de cette époque et résulte d'un art populaire souvent peu mis en valeur à Bruxelles. Cette grotte est à mettre en parallèle avec la grotte Notre-Dame de Lourdes située pas loin de là (rue Léopold Ier).
- Un vitrail dans le transept sud a des personnages dont les traits sont inspirés de Fernandel et Remu, deux personnages de cinéma appréciés par le curé de la paroisse de l'époque.
- Les peintures du triforium étaient offertes par les familles du quartier et particulièrement lors des communions.